# Vojska Crne Gore
Le Forze Armate del Montenegro ( in montenegrino: Vojska Crne Gore), si compongono di questi rami:
- Esercito montenegrino (Kopnena vojska Crne Gore)
- Marina militare montenegrina (Mornarica Vojske Crne Gore)
- Aeronautica militare (Vazdušne snage Crne Gore)

Le forze armate sono composte da soli professionisti: il servizio di leva è stato abolito nel 2006.
Le forze armate sono pienamente indipendenti dal 2006, anno della dissoluzione della repubblica di Serbia e Montenegro, dopo quasi un secolo dalla perdita dell'indipendenza del Montenegro, il cui territorio durante e dopo la prima guerra mondiale appartenne per lo più a regni sovranazionali e dalla fine della seconda guerra mondiale alla Repubblica di Jugoslavia e alla Repubblica di Serbia e Montenegro.
Nel giugno 2017 il Montenegro è entrato a far parte della NATO come suo ventinovesimo membro.

## Storia
L'esercito entrò in servizio dopo la scacciata dei turchi ottomani ed è restato tale fino al 1916, quando il suo esercito si arrese agli Imperi Centrali e venne di conseguenza annesso alle Province Unite Austro-Tedesche dei Balcani.
Nel 1919 si unì al Regno dei Serbi, dei Croati e degli Sloveni con un referendum; questo cancellò completamente la posizione dell'esercito che venne riarmato con fucili Berdan e gli vennero tolti i tanto temuti pezzi di artiglieria.
I montenegrini non reagirono e fino al 2006 rimasero armati con i pezzi di rincalzo dell'esercito serbo-jugoslavo.

## Basi

### Basi aeree
- Golubovci, presso Podgorica

### Basi navali
- Base Pero Ćetković (Antivari)
- Base Pristan (Castelnuovo)

### Basi dell'esercito
- Base Milovan Šaranović, presso Danilovgrad
- Base 13 jul (Nikšić)
- Base V. K. Volođa (Pljevlja)
- Base Breza (Kolašin)

## Le Forze Armate del Montenegro prima del 1918
La vittoria nella guerra del 1876-78 garantì al Principato del Montenegro non solo l'annessione di città e regioni a nord (fino al fiume Tara) ma anche la conquista di uno sbocco sul mar Adriatico con il porto di Dulcigno.
Dal 1880 le autorità militari diedero il via ad una serie di riforme delle strutture dell'esercito. Ogni kapetanija (municipalità) fu incaricato di costituire un proprio battaglione di riservisti. Sorsero complessivamente 42 battaglioni di riservisti.
Nel 1882 un gruppo di 14 ufficiali venne inviato nelle scuole militari in Italia e in Russia per formarsi secondo gli standard moderni. Dieci di questi graduati completarono il loro percorso formativo e, una volta rientrati in patria per tenere loro stessi dei corsi, divennero i primi graduati formati della storia dell'esercito montenegrino.
Nel corso della prima guerra mondiale, durante la quale furono mobilitati 50.000 soldati montenegrini, il Comandante in Capo era il re Nicola I del Montenegro mentre il Capo di Stato Maggiore era il generale Božidar Janković. L'esercito montenegrino era formato dalle seguenti unità:
- Divisione di Pljevlja

La Divisione di Pljevlja era comandata dal brigadiere Luka Gojnić. La divisione era formata da 10 battaglioni, circa 6.000 uomini. Pattugliava la regione ad est di Pljevlja.
- Distaccamento dell'Erzegovina

Il Distaccamento dell'Erzegovina era comandato dal serdar Janko Vukotić ed era composto da 15 battaglioni, circa 15.000 uomini. Pattugliava le regioni al confine con l'Erzegovina.
- Distaccamento Lovćen

Il distaccamento Lovćen era comandato da Mitar Martinović ed era composto da 18 battaglioni, circa 18.000 soldati. Era stanziato da difesa della capitale Cettigne e delle regioni centrali.
- Distaccamento Vecchia Serbia

Il distaccamento Vecchia Serbia era comandato dal brigadiere Radomir Vešović ed era formato da 13 battaglioni, circa 6.000 uomini. Pattugliava la frontiera albanese.

### Uniformi
Molti soldati dell'esercito montenegrino erano sprovvisti di una regolare uniforme. Semplicemente, al momento della mobilitazione, venivano equipaggiati con un fucile ed un distintivo da apporre sul cappello a seconda del grado. Gli ufficiali e i soldati della riserva indossavano il costume nazionale.

### Gradi e distintivi
Erano coscritti tutti i Montenegrini compresi tra i 18 ed i 25 anni. 
- Gradi ufficiali: potporučnik, poručnik, kapetan, komandir, brigadir, divizijar
- Gradi sottoufficiali: desečar, donarednik, narednik
- Gradi onorari: serdar, vojvoda